# Episodi di Squadra Speciale Cobra 11 (ventiquattresima stagione)
La ventiquattresima stagione della serie televisiva Squadra Speciale Cobra 11 viene trasmessa in prima visione assoluta in Germania sul canale RTL dal 12 settembre al 14 novembre 2019 (stagione 46 di RTL). La serie tornerà in onda solo l'autunno seguente, con un cast quasi completamente rinnovato.
In Italia gli episodi sono andati in onda su Rai 2 dal 12 agosto al 1º settembre 2020.
L'ultimo episodio della stagione, nel quale il commissario Krüger (Katja Woywood) muore e Paul Renner si dimette, è a durata doppia, ma è stato prodotto in due parti distinte (similmente a quanto avvenuto per gli episodi La vita appesa a un filo e Il professionista).
| nº | Titolo originale      | Titolo italiano     | Prima TV Germania | Prima TV Italia   |
| -- | --------------------- | ------------------- | ----------------- | ----------------- |
| 1  | Happy Birthday        | Buon compleanno     | 12 settembre 2019 | 12 agosto 2020    |
| 2  | Außer Atem            | Affari interni      | 19 settembre 2019 | 12 agosto 2020    |
| 3  | Zoé                   | Zoe                 | 26 settembre 2019 | 18 agosto 2020    |
| 4  | Verhängnisvolle Nacht | Una notte criminale | 3 ottobre 2019    | 18 agosto 2020    |
| 5  | Der Sani              | Corse clandestine   | 10 ottobre 2019   | 25 agosto 2020    |
| 6  | Auf Bewährung         | Libertà vigilata    | 17 ottobre 2019   | 25 agosto 2020    |
| 7  | Dienstschluss         | Carnivors           | 31 ottobre 2019   | 26 agosto 2020    |
| 8  | Brautalarm            | Protezione sposa    | 31 ottobre 2019   | 26 agosto 2020    |
| 9  | Vermächtnis           | Il questore         | 14 novembre 2019  | 1º settembre 2020 |
| 10 | Vermächtnis           | Il questore         | 14 novembre 2019  | 1º settembre 2020 |

## Buon compleanno
- Titolo originale: Happy Birthday

### Trama
Semir non dimentica la morte del padre, avvenuta anni prima, e per la quale la famiglia lo ha sempre incolpato. Ben consegna al migliore amico nonché suo ex collega (Semir) dei documenti sul padre che lo conducono fino in una clinica, dove un uomo gli fa perdere i sensi. Al suo risveglio, Semir e Paul seguono una pista che porta fino alle pompe funebri in cui si è celebrata la morte del padre di Gerkhan. Qualcosa non torna. Infatti qualcuno cerca di rubare le ossa di suo padre. Loro scoprono che il padre di Semir è stato avvelenato dal cognato.
- Ascolti Italia: 807.000 telespettatori - share 11,30%
- In questo episodio ricompare Ben Jäger

## Affari interni
- Titolo originale: Außer Atem

### Trama
Semir, Paul e la squadra al completo si occupano di fermare un’esplosione, ma le cose vanno storte. Gli Affari Interni iniziano ad indagare sull’accaduto per trovare il responsabile della morte di un giovane agente. Semir e Paul sono a rischio sospensione. Seguendo una pista, Semir e Paul vengono raggiunti dal resto della squadra e i due criminali vengono uccisi dai colleghi. Lennart si dà poi alla fuga con Elias con la seconda bomba. I due ispettori scoprono che Lennart e i suoi uomini hanno intenzione di far saltare un ospedale e impongono al Questore di consegnare loro un forte quantitativo di denaro. Quest’ultimo rivela solo dopo aver ricevuto i soldi di aver organizzato un bluff. Elias in realtà ha rubato l’esplosivo e lo ha piazzato nella questura. Dopo una violenta sparatoria, Paul uccide Elias prima che possa far saltare in aria l’edificio.
- Ascolti Italia: 754.000 telespettatori - share 4,42%[2]

## Zoe
- Titolo originale: Zoé

### Trama
Dana conosce una sua coetanea, Hannah, in un locale, e poco dopo la ragazza viene rapita. Dana si lancia subito nell’inseguimento del furgone e riesca a salvarla. Dopo averla portata in Centrale, Dana si offre di ospitare la ragazza nel suo appartamento. Intanto, Semir e Paul scoprono dai genitori di Hannah che un certo Baumann si è convinto che la ragazza possa essere coinvolta nella sparizione di sua figlia Claudia. Secondo Hannah, quest’ultima potrebbe aver avuto dei problemi con una certa Zoe, una ragazza che le faceva molta paura. Dana decide di mettersi sulle tracce di Zoe e si imbatte in una nuova scena del crimine. André Häberle, un amico delle ragazze, è stato ucciso a breve distanza dal luogo in cui è stata sepolta Claudia. Nel frattempo, Semir e Paul scoprono che Zoe è la doppia personalità di Hannah. Anche Dana realizza di avere di fronte l’assassina e le due lottano in un corpo a corpo, finché Baumann non si scaglia contro la ragazza per vendicare Claudia. L’arrivo di Semir e Paul evita il peggio.
- Ascolti Italia: 789.000 telespettatori - share 4,30%[3]

## Una notte criminale
- Titolo originale: Verhängnisvolle Nacht

### Trama
Al risveglio, Paul realizza si trovarsi di fronte al cadavere di una ragazza e decide di fuggire. Quando Semir viene incaricato di indagare sul caso, Paul ritorna sulla scena del crimine senza dire nulla al collega. Poi riceve la telefonata dell’assassino, che gli dà appuntamento un appuntamento. Prima di presentarsi sul posto, Paul consegna ad Hartmut un campione del proprio sangue per scoprire quale sostanza sia stata usata per stordirlo. Più tardi, Paul confessa tutto a Semir: a causa della droghe assunte, potrebbe aver ucciso la ragazza. Paul segue quindi delle tracce che lo portano in una fabbrica. Viene però sorpreso e rinchiuso in una stanza. Dopo essere stato salvato da Semir, scopre che è stata la vittima a dargli della droga perché non si ricordasse nulla di quella notte. Paul cerca di catturare il criminale mentre Semir trova le prove della sua innocenza.
- Ascolti Italia: 671.000 telespettatori - share 4,10%[3]

## Corse clandestine
- Titolo originale: Der Sani

### Trama
Durante una corsa clandestina tra due auto sportive in autostrada, un'auto guidata da una ragazza viene coinvolta in un grave incidente che le provoca un trauma cranico. Semir e Paul fermano uno dei due ragazzi coinvolti nella corsa. Questo, figlio di un avvocato, afferma di non conoscere il secondo guidatore. Nel frattempo Moritz, un paramedico giunto sul luogo dell'incidente, aggredisce il ragazzo. I due agenti, tornati al comando, hanno una pista sul secondo guidatore e si recano alla sua officina. Dopo aver tentato una fuga, i poliziotti raggiungono il ragazzo, ma viene investito di proposito da un'auto e viene portato in ospedale, dove verrà poi ucciso. Il principale sospettato è il paramedico. Dopo una ricostruzione più approfondita della dinamica dell'incidente, Hartmut scopre che esso è stato provocato da un proiettile, e che quindi i mandanti miravano ad uccidere Oz, il ragazzo investito e poi ucciso in ospedale.
- Ascolti Italia: 1.048.000 telespettatori - share 5,40%[4]

## Libertà vigilata
- Titolo originale: Auf Bewährung

### Trama
La baby-sitter del figlio di Susanne, Friedrich, viene attaccata da persone sconosciute insieme a quest'ultimo. Mentre Semir e Paul seguono le tracce dei presunti delinquenti, incontrano l'ex fidanzato di Susanne, Tommy Gernhardt, che è stato appena rilasciato dal carcere in libertà condizionale. Il padre forse sta cercando così un contatto con suo figlio, che Susanne gli ha finora negato. Susanne deve prendere una decisione che cambierà il suo futuro, ma anche quello della polizia autostradale.
- Ascolti Italia: 1.131.000 telespettatori - share 6,70%[4]

## Carnivors
- Titolo originale: Dienstschluss

### Trama
Semir e Paul partecipano per caso all'intervento di un'unità speciale che combatte il crimine organizzato. Durante l'inseguimento, l'indagato, membro di una banda di motociclisti, viene ucciso a colpi di arma da fuoco da uno degli investigatori dell'unità speciale. Semir pensa che non si tratti di autodifesa, ma piuttosto di omicidio. Ma gli uomini di questa unità speciale ricevono il pieno sostegno del questore Dernhoff e del commissario Kruger, che non crede alle accuse lanciate da Semir. Semir è furioso e deluso dal fatto che il capo non si fidi di lui. La tensione aumenta quando i membri della banda di motociclisti giurano di vendicare la morte del loro compagno e il questore Dernhoff viene improvvisamente assassinata poco dopo. Semir torna sulla pista della banda, trova le prove a conferma delle sue affermazioni e dimostra che gli investigatori dell'unità speciale erano corrotti.
- Ascolti Italia: 1.089.000 telespettatori - share 5,70%[5]

## Protezione sposa
- Titolo originale: Brautalarm

### Trama
Il commissario Krüger ha lasciato il suo incarico e presumibilmente verrà proposta come nuovo questore della polizia di Colonia. Paul sta lottando per far fronte alla malattia del padre, in peggioramento. Andando a casa, scopre le vecchie foto della giovinezza e dei piani di viaggio di suo padre. Il sogno di suo padre è sempre stato quello di andare su una barca a vela in Nuova Zelanda, ma ha sacrificato questo sogno quando è diventato padre. Paul ora vorrebbe realizzare questo sogno con suo padre, ma per questo dovrà lasciare la polizia. Jenny intanto è responsabile della protezione di Maja, ideatrice di un'applicazione per appuntamenti, che si ritrova il bersaglio di uno stalker poco prima del suo matrimonio.
- Ascolti Italia: 993.000 telespettatori - share 5,90%[5]

## Il questore
- Titolo originale: Vermächtnis

### Trama
Sembra che Semir e la dottoressa Krüger siano ad un passo dalla riconciliazione dopo la violenta lite. La Krüger è invitata in un grande hotel per un'intervista con una giornalista poiché è diventata questore della polizia di Colonia. Nella sala dell'hotel i due poliziotti vedono degli operai sospetti che sembrano nascondere delle armi. Gli operai tirano fuori le armi e prendono in ostaggio il questore. Successivamente due dei rapitori vengono uccisi mentre un terzo riesce a scappare con la Krüger. Poi mentre Kim prova a liberarsi dal criminale, parte un colpo dalla pistola di quest'ultimo ferendola gravemente. Dopo aver ucciso il criminale Paul e Semir tornano indietro e scoprono con orrore che Kim è sul punto di morire. Paul la prende tra le sue braccia mentre Semir cerca di rianimarla. I medici arrivano, ma purtroppo non c'è più nulla da fare. Alla fine dell'episodio, Paul si dimette; saluta Semir prima di salire a bordo della sua barca e poi parte con suo padre verso la Nuova Zelanda. Semir ritorna al comando, da solo. Dana entra nel suo ufficio e annuncia di aver appena saputo al telefono che la madre di Semir è scomparsa senza lasciare traccia. Quattro mesi dopo si scopre che Semir è stato rapito e torturato da uno sconosciuto.
- Ascolti Italia: 1.297.000 telespettatori - share 6,50%[6]